# Femar Futebol Clube
Femar Futebol Clube é um clube de futebol profissional situada na cidade de Alagoinha, no agreste da Paraíba. Seu presidente é Severino Ferreira, que também chegou a acumular o cargo de técnico da equipe.

## História
Fundado como clube amador para dar oportunidades e revelar jogadores, o Femar se profissionalizou em 2014 e neste mesmo ano disputou a Segunda Divisão do Paraibano, em qual terminou em 10° lugar.
Embora tenha João Pessoa como sua sede (chegou a mandar suas partidas nos estádios Almeidão, Leonardo Vinagre da Silveira e Tomazão), o clube mudou-se posteriormente para Teixeira, Sumé e Alagoinha, onde manda suas partidas no estádio Moura Filho, que possui capacidade para 2 mil lugares.
Suas cores são azul, branco e vermelho.

## Título
- Campeão sub-14 da primeira Copa Revelação do Nordeste 2012, realizada em Fagundes.
- Campeão sub-15 do campeonato Paraibano 2014.